# Tomasz Drewniak
Tomasz Julian Drewniak (ur. 3 grudnia 1964 w Gliwicach) ― polski wojskowy, generał brygady, pilot. W latach 2016–2017 Inspektor Sił Powietrznych.

## Życiorys
W latach 1983–1987 studiował na Akademii Lotniczej. W 1996 roku ukończył studia podyplomowe na Wojskowej Akademii Lotniczej w Monino. W 1999 ukończył też studia podyplomowe na Politechnice Koszalińskiej.
W 1988 roku rozpoczął służbę w 26 Pułku Lotnictwa Myśliwskiego (przemianowanym w 1989 na 9 Pułku Lotnictwa Myśliwskiego). W 1999 roku przeszedł do 13 Pułku Lotnictwa Transportowego, a następnie został dowódcą 8 Bazy Lotniczej. W 2004 został zastępcą szefa Szefostwa Służby Ruchu Lotniczego SZ RP. W latach 2007–2008 został szefem Szefostwa Służby Ruchu Lotniczego SZ RP. Od 2008 do 2013 roku był dowódcą 4 Skrzydła Lotnictwa Szkolnego. W 2009 roku został awansowany na stopień generała brygady.
W latach 2013−2014 był szefem wojsk lotniczych i zastępcą szefa szkolenia Sił Powietrznych. Od 2014 do 2016 szef Zarządu Wojsk Lotniczych. Od 2016 do 2017 roku Inspektor Sił Powietrznych.
28 czerwca 2017 roku przeszedł do rezerwy.
Został odznaczony Lotniczym Krzyżem Zasługi (2012) oraz Srebrnym Krzyżem Zasługi (2003).